# Lac Memphrémagog
Der Lac Memphrémagog (französisch; in Kanada) oder Lake Memphremagog (englisch; in den Vereinigten Staaten) ist ein See glazialen Ursprungs an der US-amerikanisch-kanadischen Grenze. Der Name „Memphremagog“ leitet sich von dem Algonkin-Wort für „wo sich eine große Wasserfläche befindet“ ab.

## Lage
Der See erstreckt sich von Magog in Québec (Kanada), am nördlichen Seeende, bis nach Newport in Vermont (USA) am südlichen Seeende. Der See hat eine Länge von 44 km. 73 % der Seefläche liegen in der kanadischen Provinz Québec. Dort befindet sich sein Abfluss, der Fluss Rivière Magog, ein Nebenfluss des Rivière Saint-François. 
Der Wasserspiegel liegt auf 207 m. Die maximale Wassertiefe beträgt 87 m.
Im See befinden sich 20 Inseln.
Die 31 ha große Île de la Province (oder Province Island) ist die größte Insel im See. Durch sie verläuft die internationale Grenze.
Drei Viertel des Einzugsgebiets liegen im US-Bundesstaat Vermont. In Vermont teilen sich die Städte Derby und Newport die Seefläche, beide im Orleans County gelegen.
In Québec verteilt sich der See auf die Orte Austin, Magog, Ogden, Potton, Saint-Benoît-du-Lac und Stanstead Township, alle in der regionalen Grafschaftsgemeinde Memphrémagog gelegen.

## Stauseen
Der Staudamm Barrage du Memphrémagog befindet sich am Abfluss des Lac Memphrémagog.
Er wurde 1920 erbaut, hat eine Höhe von 9 m und eine Breite von 55 m.
Das zugehörige Wasserkraftwerk Centrale Memphrémagog besitzt zwei Turbinen mit einer Gesamtleistung von 1,9 MW.

## Ökologie
Wie viele andere Seen ist der Lac Memphrémagog von Phosphat-Anreicherung, Sedimenten und anderen Verschmutzungen betroffen.

Seit den 1970er Jahren wurden verschiedene Maßnahmen ergriffen, um die Wasserqualität des Lac Memphrémagog zu verbessern.
1994 wurde zu diesem Zweck die Lake Memphremagog Watershed Association gegründet.

## Hydrologie
Vier Flüsse in Vermont münden direkt in den See: Clyde River, Barton River, Black River und Johns River.
Der See gefriert im Winter und erreicht Eisdicken von bis zu einem Meter.

## Leuchttürme
Am Lac Memphrémagog gab es drei Leuchttürme. Diese drei Leuchttürme, Maxfield Point Light, Newport Wharf Light und Whipple Point Light, sind heute nicht mehr vorhanden.